# Low (Foo Fighters)
Low is een single uit 2003 van de Foo Fighters. Het werd in mei 2002 opgenomen voor het album One by One en is geïnspireerd door het stonerrock-geluid van collega-band Queens Of The Stone Age. 
De B-kant is een live-cover van Husker Du's Never Talking To You Again, zoals gespeeld in Hamburg op 1 december 2002. De Britse en Australische versies bevatten ook een live-uitvoering van Enough Space, opgenomen in Kopenhagen op 5 december 2002.
In de bijbehorende videoclip is te zien hoe zanger/gitarist Dave Grohl en komiek Jack Black, verkleed als dronken travestieten, een motelkamer overhoop halen. Reden te meer voor MTV om de clip niet uit te zenden. 
Low werd ook gebruikt voor een Best Buy-reclame waarin kantoorwerkers zich laten gaan.